# Риджентс-канал
Ри́джентс-кана́л (англ. Regent's Canal, дословно «регентов канал») — судоходный канал в Лондоне, к северу от исторического центра и Темзы. Протяжённость — 13,8 км. Соединяет Гранд-Юнион-канал на западе (через Паддингтонский рукав) и Темзу на востоке (через район Лаймхаус (англ.)). Проходит по северной окраине Риджентс-парка. По каналу курсируют традиционные английские канальные лодки — нэрроуботы компании «Лондонский водный автобус», приспособленные под экскурсионно-общественный транспорт.
Построен в 1812—1820 годах для коммерческой перевозки грузов при участии известного лондонского градостроителя Джона Нэша. Назван в честь принца-регента, будущего короля Георга IV. На протяжении XIX века использовался для перевозки угля и строительных материалов в пределах Лондона, тогда как первоначальной целью была транзитная перевозка в Бирмингем. С развитием железных дорог и автомобильного транспорта к концу 1960-х годов окончательно утратил функцию перевозки грузов. В 1948 году был национализирован.
Единственный канал в Лондоне, который проходит через туннели: Излингтон (880 метров), Мэйда-Хилл (250 метров) и Эйр (48 метров). Через канал проходит 20 мостов. Имеет 12 шлюзов.